# 木太村
木太村（きたむら）は、香川県木田郡にあった村。現在の高松市木太町。

## 人口
| \| 1920年（大正9年） \| 3,098人 \| \| \| 1925年（大正14年） \| 3,285人 \| \| \| 1930年（昭和5年） \| 3,386人 \| \| \| 1935年（昭和10年） \| 3,482人 \| \| |         |  |
| 総務省統計局 / 国勢調査（1935年（昭和10年）） |         |  |
| 1920年（大正9年） | 3,098人 |  |
| 1925年（大正14年） | 3,285人 |  |
| 1930年（昭和5年） | 3,386人 |  |
| 1935年（昭和10年） | 3,482人 |  |

## 歴史
- 1886年（明治19年） - 木太村立木太小学校（現：高松市立木太小学校）開校。
- 1890年（明治23年）2月15日 - 自然村である山田郡木太村の区域を以って町村制を施行し、行政村の山田郡木太村成立。この際合併などは無し。
- 1899年（明治32年）3月16日 - 山田郡が三木郡と合併し、木田郡となる。
- 1911年（明治44年）11月18日 - 東讃電気軌道（現：ことでん志度線）春日川駅開業。
- 1912年（明治45年）4月30日 - 高松電気軌道（現：ことでん長尾線）木太西口駅（後に廃止）及び木太東口駅開業。
- 1934年（昭和9年） - 高松電気軌道（現：ことでん長尾線）林道駅廃止（後に再開）。
- 1940年（昭和15年）2月11日 - 木太村が高松市に合併（高松市第4次合併）。
  - 木太尋常小学校が高松市立木太尋常小学校に改称。

高松市編入以後は「木太」を参照